# Jean Becker (violinista)
Jean Becker (Mannheim, 11 de maig de 1833 – idm. 10 d'octubre de 1884) fou un eminent violinista alemany i del Gran Ducat de Baden.
Fou tanta la seva precocitat que ja a l'edat d'onze anys era un notable virtuós, que donava concerts en els que recollia molts aplaudiments. El 1854 marxà a París per perfeccionar els seus estudis sota la direcció d'Alard, Kettenus i Lachner i quatre anys més tard succeïa al seu antic mestre com a director de l'orquestra de Mannheim, càrrec que deixà aviat per emprendre grans gires artístiques arreu d'Europa.
A Florència on residí per algun temps, dirigí la Società del Quartetto, fundada per Basevi, i treballà per constituir un quartet propi d'instruments d'arc, que per fi va poder formar amb Masi i Chiostri (violí i viola, respectivament) i el suís Hilpert (violoncel), corregent arreu d'Europa i recollint, amb el nom de cuarteto fiorentino, els més entusiastes i merescuts aplaudiments. En dissoldre's el quartet, Becker continuà donant concerts en diferents poblacions en companyia dels seus fills, Jeanne, Hans i Hug.